# La Blouse roumaine
La Blouse roumaine est un tableau peint par Henri Matisse en 1940. Cette huile sur toile est un portrait de femme, ici Lydia Délectorskaya. Elle est conservée au musée national d'Art moderne, à Paris, et illustre les recherches picturales de Matisse au milieu du siècle.

## Description
Le tableau marque un tournant en raison d'un style plus dépouillé, moins élaboré. Le décor disparaît pour un fond rouge. Les traits du visage sont simplifiés. Par ailleurs, la femme est peinte de près et ses manches semblent toucher la toile, tandis que sa tête et sa jupe sont "coupées" par le cadre.
Faisant écho au Rêve (non pas le tableau de 1935 de Matisse mais celui du même artiste peint cette même année 1940), il témoigne, par rapport à ce Rêve d'une plus grande vitalité. Dans Le Rêve, la jeune femme peinte dort dans ses bras repliés sur une table, la tête baissée :  les mêmes manches sont semblables à des ailes repliées,. Le tableau dépeint les sentiments subjectifs de Matisse face à une guerre imminente en France. Les couleurs finales rappellent la trilogie bleu, blanc, rouge du drapeau national. La femme représentée apparaît pleine de timidité, avec un sourire forcé peint sur ses lèvres noires, caractérisé par la gêne et même la peur de quelque chose. À ce moment-là de son œuvre, prédominent les femmes simples, semblables à tant d'autres, pleines d'expressivité, certaines ayant une tendresse émotionnelle.

## Histoire de l'œuvre
Le tableau est peint à Nice à l'Hôtel Régina de décembre 1939 à avril 1940. Matisse aurait été émerveillé par les motifs des costumes traditionnels d'Europe de l'Est, et notamment de Roumanie. C'est la raison pour laquelle Matisse s'est abandonné à ce thème de la blouse roumaine et l'a appliqué à la conception d'un tableau qui évoque indirectement l'atmosphère de l'époque.
Matisse donne ce tableau au Musée national d’art moderne, dont l'inauguration prévue pour 1939 avait été repoussée par la nécessité de travaux de finition puis par la guerre, en stipulant que ce tableau ne doit pas en sortir (le musée, alors indépendant du centre Pompidou est inauguré en 1947).
La peinture est conservée depuis dans ce musée, à Paris

## Postérité

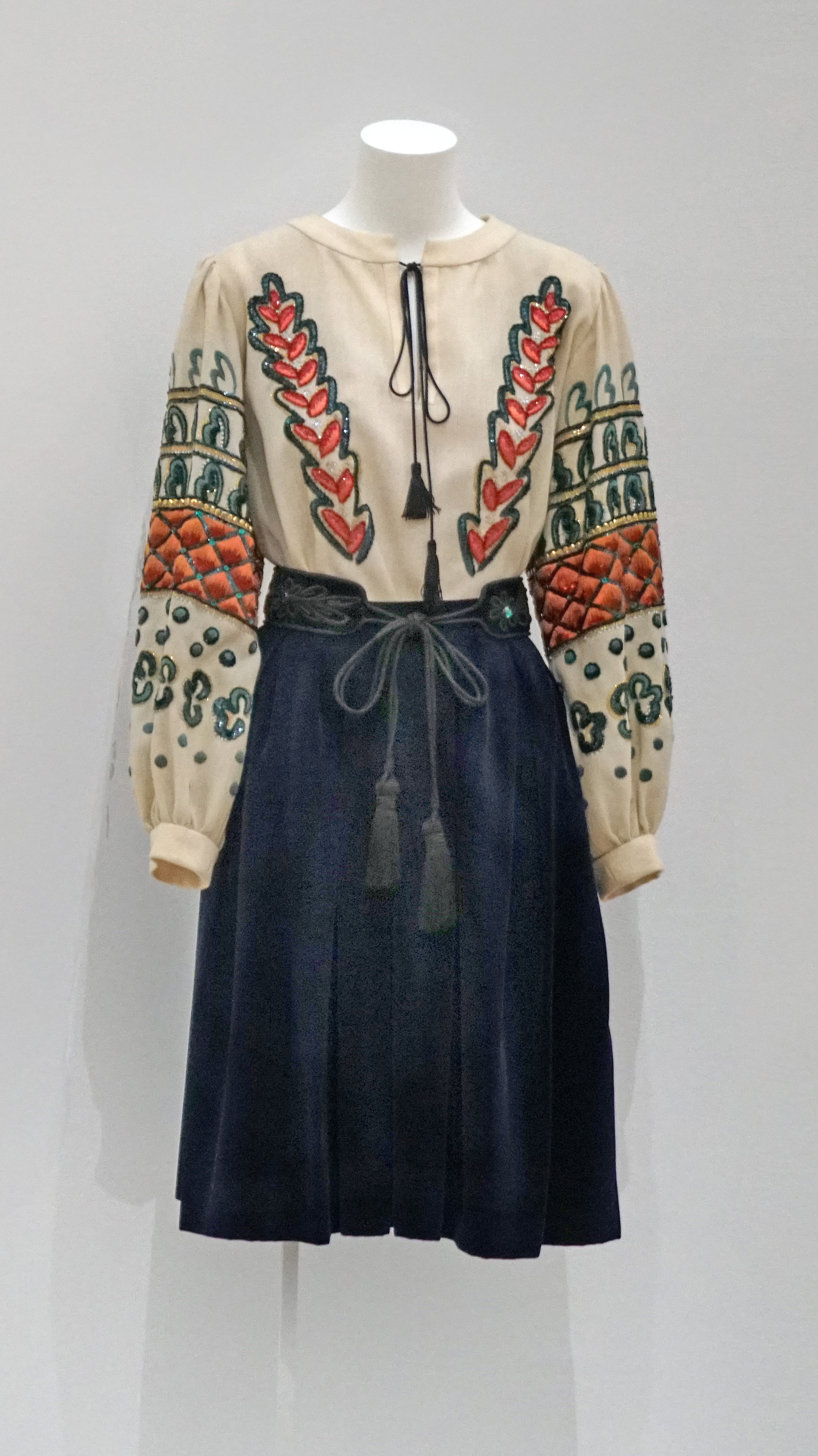
Ensemble inspiré par La Blouse roumaine à Yves Saint Laurent en 1981.

Dans un reportage télévisé de 1965, le cinéaste Jean-Luc Godard, 34 ans, traverse d’un pas rapide les salles du Musée d'Art moderne de Paris, et s'arrête devant ce tableau. « Nos parents disaient que Rembrandt, Le Titien étaient de grands peintres. Et on voit cela », indique-t-il, montrant l'œuvre de Matisse, « C’est drôle, c’est la même époque que la poésie d’Aragon, cela m’a fait découvrir la poésie moderne. Aragon, c’est toujours la digression, les idées par-dessus les autres. Et Matisse, c’est les formes. On fait ça, puis une autre, puis une troisième. Il a l’air assez simple, ce tableau, purement décoratif, une blouse… Et puis, plus on le regarde, plus on le découvre, comme un sentiment, une jeune fille qui rêve. C’est une pensée et un sentiment. »
Dans son film Pierrot le fou, Godard place une carte postale de La Blouse roumaine au mur d’une chambre de Pierrot. Éric Rohmer, qui la voit dans l'exposition de 1945 à la Galerie Maeght, en fait, des années plus tard, «l’œuvre-pivot de Pauline à la plage».